# Call Me Up
Call Me Up es el álbum debut de la banda de Chicago Cains & Abels. Este álbum fue lanzado en el 2009 por States Rights Records en los E.U..

## Listado de canciones
1. "Warm Rock" - 2:41
2. "Call Me Up, Pt. 2" - 4:06
3. "Never Be Alone" - 5:38
4. "Killed By Birds" - 4:59
5. "Metal In My Mouth" - 6:33
6. "Hard Hearts" - 3:46
7. "Black Black Black" - 3:22
8. "Dark Days" - 4:47
9. "Call Me Up, Pt. 1" - 7:10

- Datos: Q5021567